# Widderstall
Widderstall ist ein Ortsteil der Gemeinde Merklingen im Alb-Donau-Kreis in Baden-Württemberg. Der Weiler liegt circa drei Kilometer nordwestlich von Merklingen. Südlich von Widderstall verlaufen die Bundesautobahn 8 und die Schnellfahrstrecke Wendlingen–Ulm.

## Geschichte
Widderstall wurde am 6. Juli 1209 in einer von Papst Innozenz III. und 13 Kardinälen unterschriebenen Urkunde erstmals erwähnt. Innozenz III. nahm das Kloster Ursberg mit seinen Besitztümern, zu dem auch ein Klosterhof nahe dem heutigen Widderstall gehörte, unter Schutz. Im 13. Jahrhundert gab das Kloster den Hof bereits wieder auf.
Hohe Obrigkeit und Gericht kamen 1482 von den Grafen von Helfenstein an die Reichsstadt Ulm. Seit spätestens dem 15. Jahrhundert war Widderstall unbewohnt. Erst ab 1805 entstand hier wieder ein Weiler.